# The Warning (핫 칩의 음반)
The Warning은 2006년에 발매된 영국의 일렉트로팝 그룹인 핫 칩의 두 번째 앨범이다. 이 앨범은 첫 앨범과 마찬가지로 홈 레코딩으로 완성되었으며 DFA와 계약을 하고 내놓은 첫 번째 앨범이다. 앨범의 첫 번째 싱글 “Over and Over”와 “Boy from School”은 영국 싱글 차트에서 각각 27위와 40위를 오르는 히트를 기록했다.

## 트랙 리스트
전체 작사: 알렉시스 테일러. 전체 작곡: 핫 칩
| #   | 제목                            | 재생 시간 |
| --- | ------------------------------- | --------- |
| 1.  | 〈Careful〉                     | 3:28      |
| 2.  | 〈And I Was a Boy from School〉 | 5:19      |
| 3.  | 〈Colours〉                     | 5:28      |
| 4.  | 〈Over and Over〉               | 5:47      |
| 5.  | 〈(Just Like We) Breakdown〉    | 4:12      |
| 6.  | 〈Tchaparian〉                  | 3:20      |
| 7.  | 〈Look After Me〉               | 4:50      |
| 8.  | 〈The Warning〉                 | 4:51      |
| 9.  | 〈Arrest Yourself〉             | 2:31      |
| 10. | 〈So Glad to See You〉          | 3:37      |
| 11. | 〈No Fit State〉                | 5:38      |
| 12. | 〈Won't Wash〉 (히든 트랙)      | 2:35      |